# پیمایش ربات

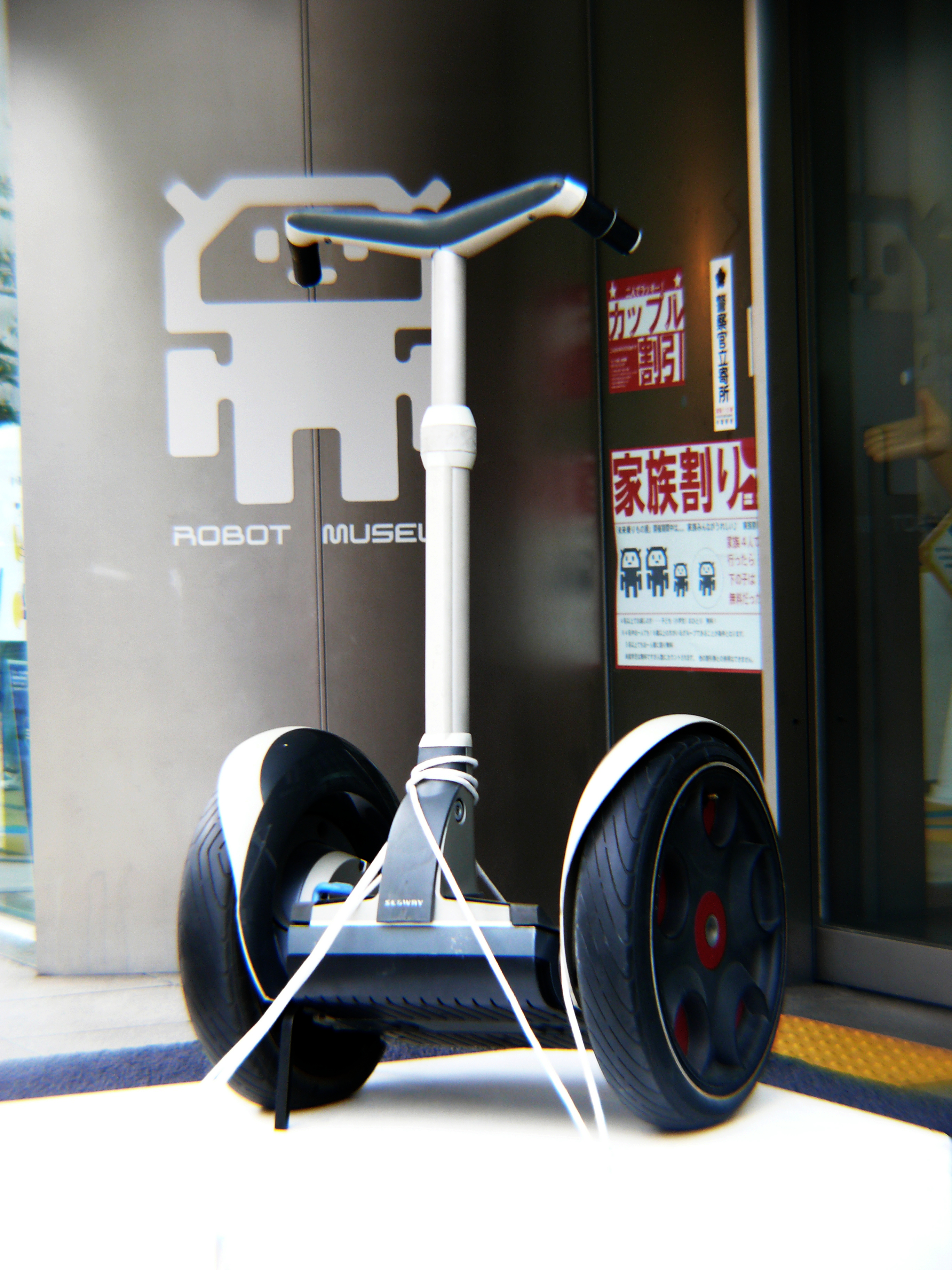
سگ‌وی در موزه ربات در ناگویا

پیمایش ربات (به انگلیسی: Robot locomotion) نام جمعی روش‌های مختلفی است که ربات‌ها برای جابجایی خود از مکانی به مکان دیگر استفاده می‌کنند.

## انواع پیمایش
- پیاده‌روی
- چرخش
- پرش
- جنبش چندوجهی (Metachronal motion)
- لغزش
- شنا کردن
- بازویی
- ترکیبی

## پیمایش برگرفته از زیست‌شناسی

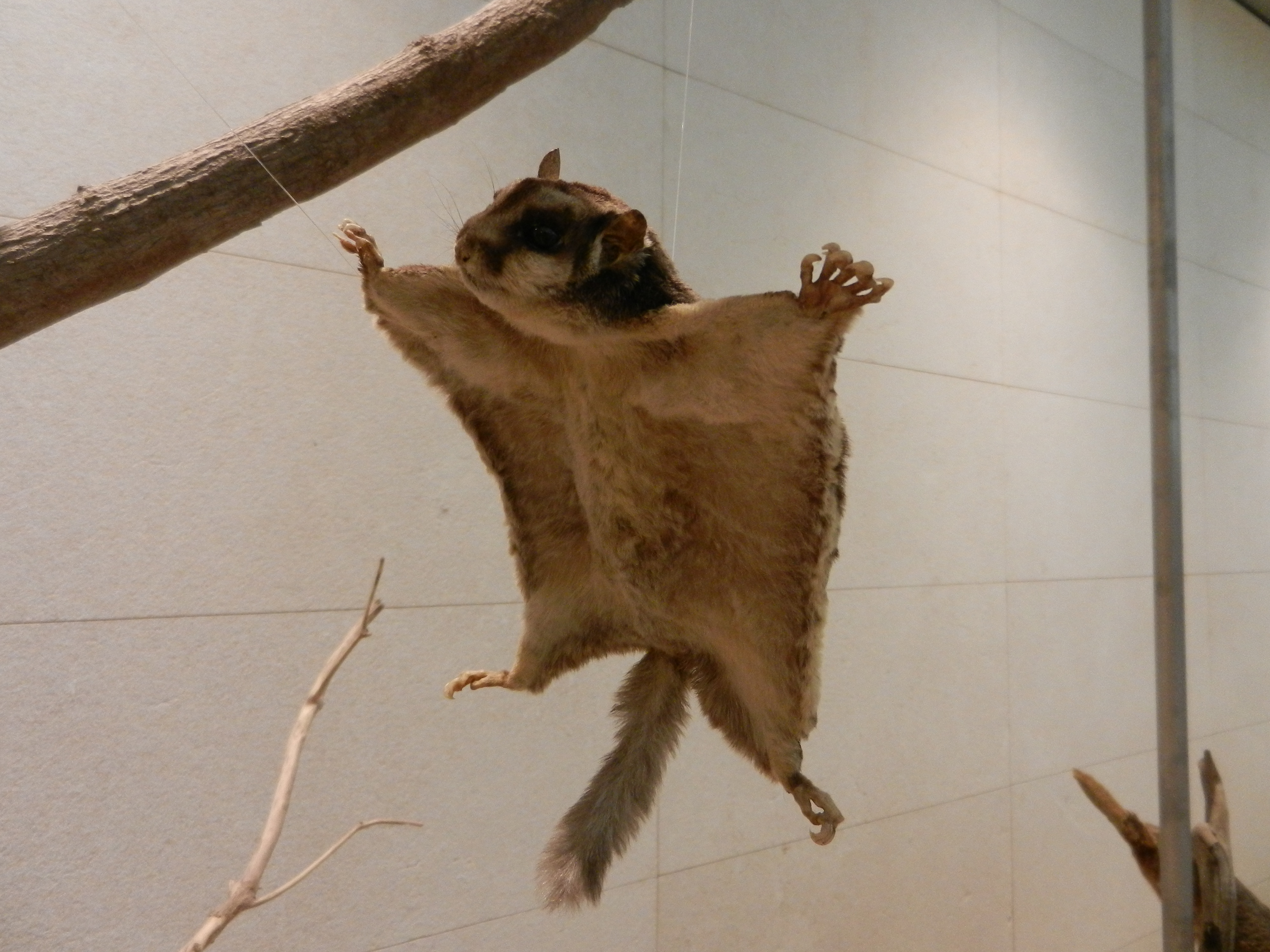
تصویری گویا از سنجاب پرنده (Pteromyini)

مطالعه دقیق ریخت‌شناسی شانه خفاش نشان می‌دهد که استخوان‌های بازو کمی محکم‌تر هستند و استخوان زند و رادیوس به‌گونه‌ای درهم آمیخته شده‌اند که نیروهای واکنش سنگین از زمین را در خود جای دهد.